# Artasjat (huvudstad)
Artasjat (armeniska: Արտաշատ), helleniserat Artaxata (grekiska: Ἀρτάξατα) var en stor handelsstad och huvudstad i det antika Armenien under kung Artaxias Is regeringsperiod. Stadens namn kommer från persiska och betyder "Artas fröjd". Staden grundades av kung Artaxias I år 176 f.Kr. och var huvudstad mellan 185 f.Kr. och 120 e.Kr.

## Historia

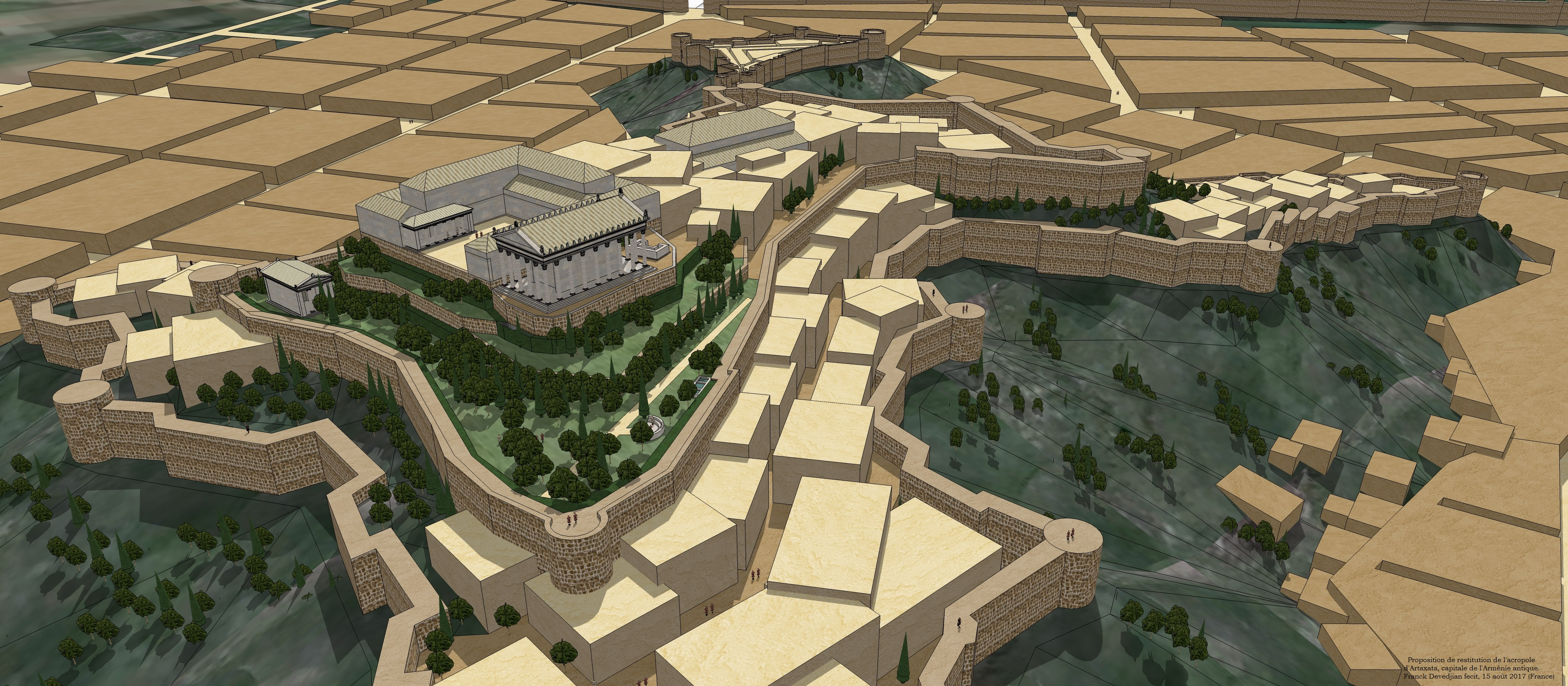
Modell av Artaxatas akropolis

Kung Artaxias I grundade Artasjat vid den plats där floden Achurjan vid denna tid flöt samman med Aras, på de kullar där klostret Khor Virap ligger idag. Han byggde också ett fort, vilket senare omdöptes till Khor Virap och blev känt som den plats där Gregorios Upplysaren fängslades av kung Tiridates III. Staden byggdes på en långsmal kulle som omgavs av vatten på tre sidor och skyddades av en vattengrav och palissaer. Artasjat utvecklades till ett framgångsrikt centrum för internationell handel, med handelsvägar till Persien, Mesopotamien, Kaukasus och Mindre Asien. Artasjats amfiteater byggdes under kung Artavazd II (55-34 BC). Rester av stadsmuren kan fortfarande ses.
Under Tigran II:s regering expanderade det armeniska kungariket söderut och västerut och nådde till slut Medelhavet. Artasjat kom därmed att ligga i periferin av riket, varför han uppförde den nya huvudstaden Tigranakert. År 69 före Kristus invaderade den romerske generalen Lucullus Armenien och besegrade Tigrans trupper i utkanten av Tigranakert, varefter han plundrade staden. Ett andra slag utkämpades vid Artasjat, som återfick sin ställning som huvudstad år 60 före Kristus. 
Arasjat ockuperades av kappadokiska legioner under den romerske generalen Gnaeus Domitius Corbulo, som förstörde staden år 59 efter Kristus som en del av Romersk–partisiska kriget 58–63, vlket ledde till en kortlivad romersk ockupation av Armenien. Efter det att den romerske kejsaren Nero erkänt Tiridates I som kung över Armenien år 66, skänkte han medel och lät byggnadsexperter från Rom hjälpa till att återuppbygga staden, vilken temporärt döptes till "Neronia".
Artasjat var Armeniens huvudstad till år 120 efter Kristus, då regeringens säte flyttades till Vagharshapat under Vologases I av Partiens regeringsperiod 117/8–144 efter Kristus. Efter dennes död invaderade romarna under Marcus Statius Priscus Armenien och förstörde delvis Artasjat år 162. Staden fortsatte att vara ett armeniskt politiskt och kulturellt centrum till 369, då det förstördes i grunden av den  invaderande sassanidiska persiska armén under kung Shahpour II.
Det antika Artasjats exakta plats klarlades under 1920-talet, och arkeologiska utgrävningar påbörjades 1970.